# Каїсса (нагорода)
«Каїсса» (Caissa) — нагорода, яку Міжнародна федерація шахів вручає найкращій шахістці світу за підсумками року. Перше нагородження відбулося 2010 року.

## Історія
2009 року очільниця Комітету жіночих шахів ФІДЕ Олександра Костенюк оголосила про заснування призу для найкращої шахістки року. Переможницю буде визначати Комітет жіночих шахів, а затверджувати — Правління Міжнародної федерації шахів (ФІДЕ). Український ювелірний дім «Лобортас» узяв на себе проєктування та виготовлення статуетки для переможниці.
Відтак нагородження стало щорічним і відбувається за участі представників ФІДЕ та ювелірного дому «Лобортас». Назва призу походить від імені богині Каїсси — покровительки шахів.

## Переможці
| Рік  | Шахістка        |
| ---- | --------------- |
| 2009 | Надія Косінцева |
| 2010 | Хоу Іфань       |
| 2011 | Хоу Іфань       |
| 2012 | Юдіт Полгар     |
| 2013 | Хоу Іфань       |
| 2014 | Хоу Іфань       |
| 2015 | Марія Музичук   |
| 2016 | Анна Музичук    |
| 2017 | Нана Дзагнідзе  |
| 2018 |                 |
| 2019 |                 |
| 2020 |                 |